# ماريك بتروسويكز
ماريك بتروسويكز (بالبولندية: Marek Petrusewicz)‏ (22 فبراير 1934 – 3 أكتوبر 1992) هو سبّاح بولندي راحل، مثّل بلاده في الألعاب الأولمبية الصيفية 1952.

## روابط خارجية
ماريك بتروسويكز على موقع الاتحاد الدولي للسباحة (الإنجليزية)
- ماريك بتروسويكز على موقع أوليمبيديا (الإنجليزية)
- ماريك بتروسويكز على موقع اللجنة الأولمبية البولندية (مؤرشف) (البولندية)